# ISO 3166-2:ES
La ISO 3166-2:ES es la entrada para España en la ISO 3166-2, parte de la norma ISO 3166 publicada por la Organización Internacional de Normalización (ISO), la cual define los códigos para los nombres de las principales demarcaciones administrativas (por ejemplo, comunidades autónomas y provincias) de todos los países con código ISO 3166-1.
Actualmente para España, los códigos ISO 3166-2 están definidos para dos niveles de subdivisiones:
- 17 comunidades autónomas y 2 ciudades autónomas.
- 50 provincias.

Cada código se compone de dos partes, separadas por un guion. La primera parte es el código ISO 3166-1 alfa-2 de España (ES). La segunda parte es una o dos letras. Para las provincias, las letras se utilizaron originalmente en las placas de matrícula de los vehículos.

## Códigos
A continuación se muestra la lista de códigos según están en la norma oficial.

### Comunidades autónomas
| Código | Nombre de la subdivisión en la ISO                      |
| ------ | ------------------------------------------------------- |
| ES-AN  | Andalucía                                               |
| ES-AR  | Aragón                                                  |
| ES-AS  | Asturias, Principado de                                 |
| ES-CN  | Canarias                                                |
| ES-CB  | Cantabria                                               |
| ES-CM  | Castilla-La Mancha                                      |
| ES-CL  | Castilla y León                                         |
| ES-CT  | Catalunya (Cataluña)                                    |
| ES-EX  | Extremadura                                             |
| ES-GA  | Galicia (Galicia)                                       |
| ES-IB  | Illes Balears (Islas Baleares)                          |
| ES-RI  | La Rioja                                                |
| ES-MD  | Madrid, Comunidad de                                    |
| ES-MC  | Murcia, Región de                                       |
| ES-NC  | Navarra, Comunidad Foral de/Nafarroako Foru Komunitatea |
| ES-PV  | País Vasco/Euskadi                                      |
| ES-VC  | Valenciana, Comunidad/Valenciana, Comunitat             |

### Provincias
| Código | Nombre de la subdivisión en la ISO | Comunidad autónoma |
| ------ | ---------------------------------- | ------------------ |
| ES-C   | A Coruña (La Coruña)               | GA                 |
| ES-VI  | Araba/Álava                        | PV                 |
| ES-AB  | Albacete                           | CM                 |
| ES-A   | Alacant/Alicante                   | VC                 |
| ES-AL  | Almería                            | AN                 |
| ES-O   | Asturias                           | AS                 |
| ES-AV  | Ávila                              | CL                 |
| ES-BA  | Badajoz                            | EX                 |
| ES-PM  | Balears (Baleares)                 | IB                 |
| ES-B   | Barcelona (Barcelona)              | CT                 |
| ES-BI  | Bizkaia (Vizcaya)                  | PV                 |
| ES-BU  | Burgos                             | CL                 |
| ES-CC  | Cáceres                            | EX                 |
| ES-CA  | Cádiz                              | AN                 |
| ES-S   | Cantabria                          | CB                 |
| ES-CS  | Castelló/Castellón                 | VC                 |
| ES-CR  | Ciudad Real                        | CM                 |
| ES-CO  | Córdoba                            | AN                 |
| ES-CU  | Cuenca                             | CM                 |
| ES-SS  | Gipuzkoa (Guipúzcoa)               | PV                 |
| ES-GI  | Girona (Gerona)                    | CT                 |
| ES-GR  | Granada                            | AN                 |
| ES-GU  | Guadalajara                        | CM                 |
| ES-H   | Huelva                             | AN                 |
| ES-HU  | Huesca                             | AR                 |
| ES-J   | Jaén                               | AN                 |
| ES-LO  | La Rioja                           | RI                 |
| ES-GC  | Las Palmas                         | CN                 |
| ES-LE  | León                               | CL                 |
| ES-L   | Lleida (Lérida)                    | CT                 |
| ES-LU  | Lugo                               | GA                 |
| ES-M   | Madrid                             | MD                 |
| ES-MA  | Málaga                             | AN                 |
| ES-MU  | Murcia                             | MC                 |
| ES-NA  | Nafarroa/Navarra                   | NC                 |
| ES-OR  | Ourense (Orense)                   | GA                 |
| ES-P   | Palencia                           | CL                 |
| ES-PO  | Pontevedra (Pontevedra)            | GA                 |
| ES-SA  | Salamanca                          | CL                 |
| ES-TF  | Santa Cruz de Tenerife             | CN                 |
| ES-SG  | Segovia                            | CL                 |
| ES-SE  | Sevilla                            | AN                 |
| ES-SO  | Soria                              | CL                 |
| ES-T   | Tarragona (Tarragona)              | CT                 |
| ES-TE  | Teruel                             | AR                 |
| ES-TO  | Toledo                             | CM                 |
| ES-V   | València/Valencia                  | VC                 |
| ES-VA  | Valladolid                         | CL                 |
| ES-ZA  | Zamora                             | CL                 |
| ES-Z   | Zaragoza                           | AR                 |

### Ciudades autónomas
| Código | Nombre de la subdivisión en la ISO |
| ------ | ---------------------------------- |
| ES-CE  | Ceuta                              |
| ES-ML  | Melilla                            |

## Territorios especiales
Los siguientes territorios especiales de la Unión Europea tienen también excepcionalmente reservado los siguientes códigos ISO 3166-1 alfa-2 a petición de la Organización Mundial de Aduanas:
- EA: Ceuta y Melilla.
- IC: Islas Canarias.

Sin embargo, estos códigos no se corresponden en modo alguno a los códigos ISO 3166-2 de esos territorios.